# Esser Hill
Der Esser Hill ist ein 1235 m hoher Hügel an der Scott-Küste des ostantarktischen Viktorialands. Er ragt 1,5 km südwestlich des Chambers Hill zwischen den auseinandergehenden Strömen des Priddy- und des Blackwelder-Gletschers auf.
Das Advisory Committee on Antarctic Names benannte ihn 1992 nach Alan C. Esser vom Ingenieurbüro Holmes & Narver aus Orange in Kalifornien, Projektmanager für die Abwicklung von Auftragsarbeiten auf der McMurdo-Station, der Amundsen-Scott-Südpolstation und der Siple-Station von 1976 bis 1980 und für Feldforschungsarbeiten im Rahmen des United States Antarctic Program.